# Motzlar
Motzlar ist ein Ortsteil von Schleid im Wartburgkreis in Thüringen.

## Lage
Motzlar liegt an der hessisch-thüringischen Grenze im Biosphärenreservat Rhön an der Bundesstraße 278 von Tann nach Geisa über Schleid.  Die geographische Höhe des Ortes beträgt 310 m ü. NN. Durch den Ort fließt die Ulster. Im Westen der Ortslage erkennt man den 529 m hohen Rockenstuhl.

## Geschichte

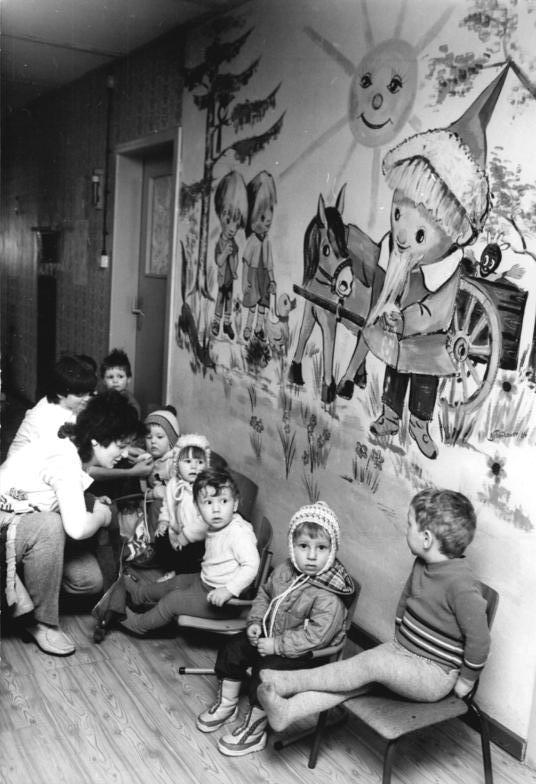
Kindergarten, 1986

Motzlar wurde am 9. September 1186 erstmals urkundlich genannt. Er gehörte über Jahrhunderte zum fuldischen Amt Geisa/Rockenstuhl.
Der Ort war und ist landwirtschaftlich geprägt. Starken Einfluss auf die Entwicklung des Ortes hatte die Lage unmittelbar an der Innerdeutschen Grenze von 1945 bis 1990. So verlor der Ort in dieser Zeit seinen seit 1909 bestehenden Anschluss an die Ulstertalbahn. Am 3. Oktober 1961 wurde in Motzlar die „Aktion Kornblume“ durchgeführt; viele Familien wurden zwangsausgesiedelt. Der zur Gemeinde gehörende Weiler Langwinden wurde 1972 entvölkert und im Zuge der Grenzsicherung abgerissen. Ähnlich erging es auch anderen geschleiften Höfen wie dem Mückenhof (Lage), dem Weidhof (auch: Waidhof), dem Kohlbachshof im benachbarten Schleid und dem mehr als 1000 Jahre alten Seeleshof (Sommer 1973) östlich von Walkes (Lage).
Zu Zeiten der DDR arbeiteten die Bauern zusammengefasst in der LPG Typ III Karl-Liebknecht mit Sitz in Bremen in der Pflanzenproduktion und in der LPG Typ III Vorderrhön in Geisa in der Tierproduktion. Nach der politischen Wende orientierten sich die Bauern neu.
Im Jahre 1994 schlossen sich die Orte Kranlucken, Motzlar, Zitters und Schleid zur Einheitsgemeinde Schleid zusammen. Im Juni 2011 richtete eine Flutwelle infolge eines Unwetters Schäden im Ort an. 
Das Dorf hatte mit Stand 1. Januar 2022 353 Einwohner.

## Sehenswürdigkeiten
Unweit des Rockenstuhls steht das 5 m hohe Holzkreuz Kreuz der Geiserämter (Lage), ein Mahnmal mit einer Basaltplatte, auf der die geschleiften Orte und Höfe der Region vermerkt sind. 

### St.-Valentinus-Kirche
Im Zentrum des Dorfes erhebt sich die neogotische Kirche mit dem noch vom Vorgängerbau erhaltenen Glockenturm.  An der Stelle der heutigen Kirche stand zuvor eine Wehrkirche, die bis auf das Jahr 1479 zurückgeht, und von der noch eine Schlüsselscharte am Turm erhalten ist. Zu den spätgotischen Kostbarkeiten des Gotteshauses zählen das Kruzifix und die kleine Pieta im Turm, eine Figur des heiligen Valentinus in der Sakristei sowie Darstellungen der Muttergottes und des heiligen Johannes auf dem linken Seitenaltar. Im Laufe seiner Geschichte wurde das Gotteshaus barock umgeformt. Aus dieser Zeit sind die lebensgroßen Figuren des heiligen Valentin und der heiligen Barbara an den Seitenwänden. Anfang des 19. Jahrhunderts wurde das undichte Dach der Kirche zu einem ständigen Problem. In den 1860er-Jahren setzten zwei heftige Stürme dem Kirchendach zu und 1879 schlug ein Blitz ein. Am 5. Oktober 1909 war die erneuerte Kirche nach nur 15 Monaten Bauzeit von Bischof Joseph Damian Schmitt mit einem Pontifikalamt eingeweiht worden. 1968 wurden der neugotische Hochaltar, die Kanzel und die Kommunionbank herausgenommen und die Kirche neu übermalt. Das Sakramentshaus (um 1480) aus dem Turm wurde im Chor auf der rechten Seite eingelassen. 1995 erfolgten umfangreiche Arbeiten an Außenmauern, Dach und Turm. 2002 entschied man sich zu einer grundlegenden Renovierung. Die Statik wurde verbessert, Putz- und Malerarbeiten ausgeführt, der Fußboden erneuert und die Seitenaltäre überholt. Bei der Umgestaltung kamen auch die ehemaligen Altarreliefs des entfernten Hochaltares wieder zu Ehren. Der neue Altartisch wurde von Bildhauer Elmar Baumgarten aus Ebersburg entworfen. Die umfangreichen Renovierungsarbeiten wurden von den Einwohnern des Ortes finanziell und in zahlreichen Arbeitseinsätzen unterstützt.

### Naturdenkmale
Die Dorflinde, eine Holländische Linde, wurde 1957 als Naturdenkmal ausgewiesen.

## Persönlichkeiten
- Conrad Lautenbach (1534–1595), Theologe, Pastor, Bibliothekar, Übersetzer und Schriftsteller